# 1742 Шайферс
1742 Шайферс (1742 Schaifers) — астероїд головного поясу, відкритий 7 вересня 1934 року.
Тіссеранів параметр щодо Юпітера — 3,283.